# Анушино (Брянская область)
Анушино — деревня в Унечском районе Брянской области в составе Высокского сельского поселения.

## География
Находится в центральной части Брянской области на расстоянии приблизительно 21 км на восток-юго-восток по прямой от вокзала железнодорожной станции Унеча.

## История
Возникло не позднее середины XVII века, бывшее владение Савича, Покорских, Плешко и других. В XVII-XVIII веках входила в 1-ю полковую сотню Стародубского полка. В середине XX века работал колхоз "15 лет Октября". В 1859 году здесь (деревня Стародубского уезда Черниговской губернии) учтено было 26 дворов, в 1892—52. 

## Население
Численность населения: 136 человек (1859 год), 388 (1892), 59 человек (русские 96 %) в 2002 году, 47 в 2010.